# Luxair
Luxair (legalment: Luxair SA, Société Luxembourgeoise de Navigation Aérienne) és la línia aèria nacional de Luxemburg amb la seva seu i base d'origen a l'aeroport de Luxemburg a Sandweiler. Opera serveis regulars a destins a Europa, Àfrica del Nord, Mediterrània i l'Orient Mitjà amb la carta addicional i serveis de temporada.

## Història

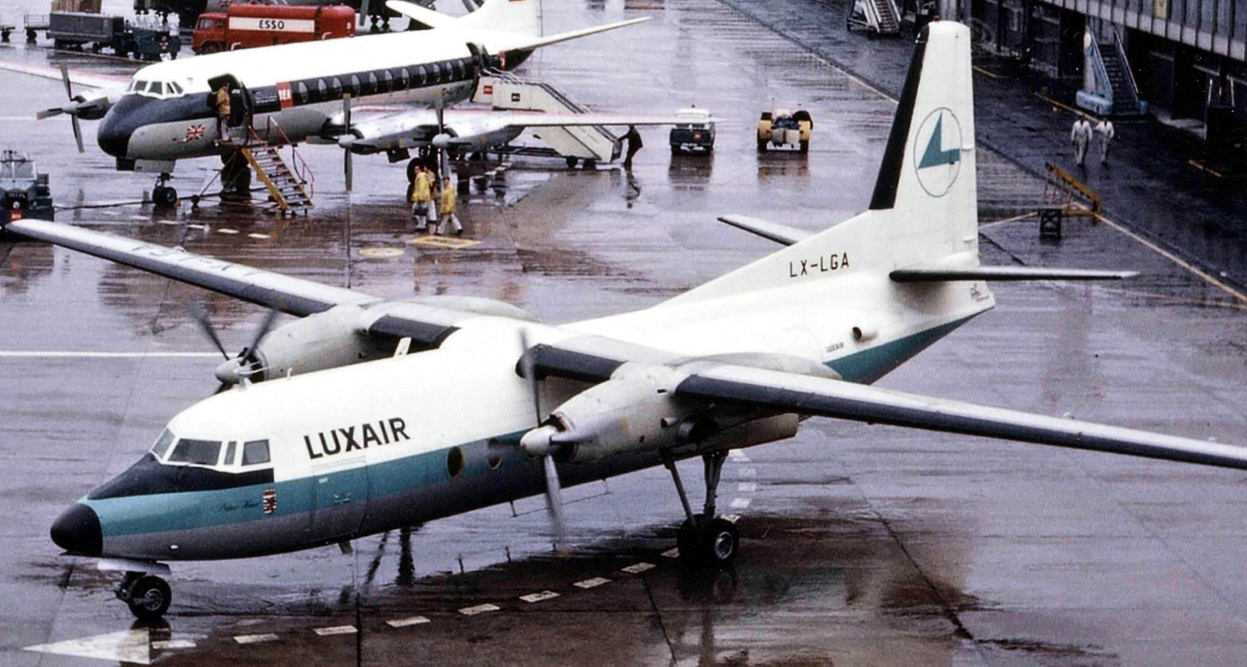
Primer avió de Luxair Fokker F27, fotografia del 1966.

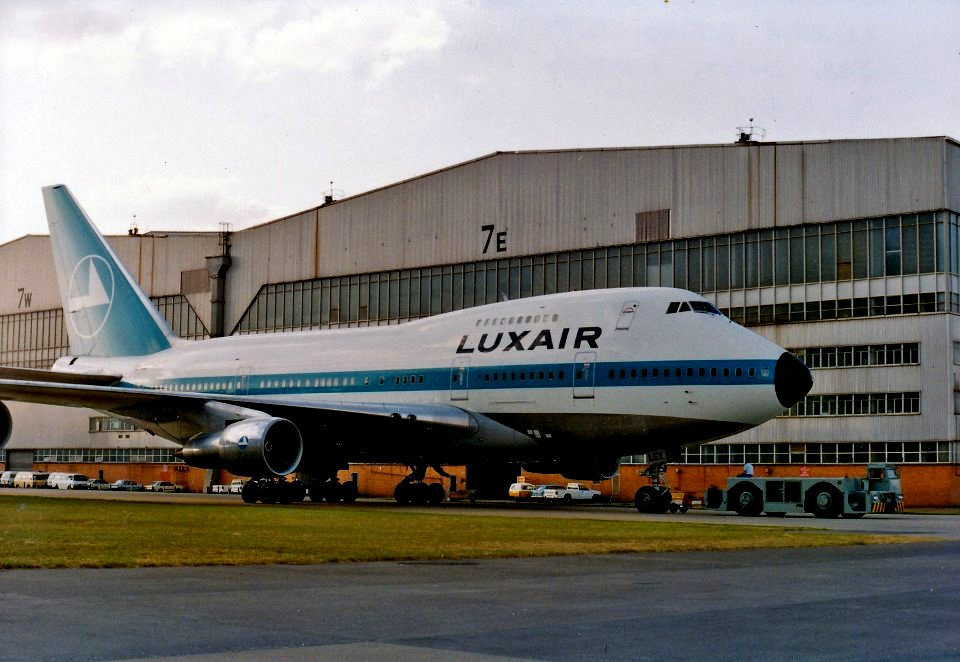
Un ex Luxair Boeing 747SP.

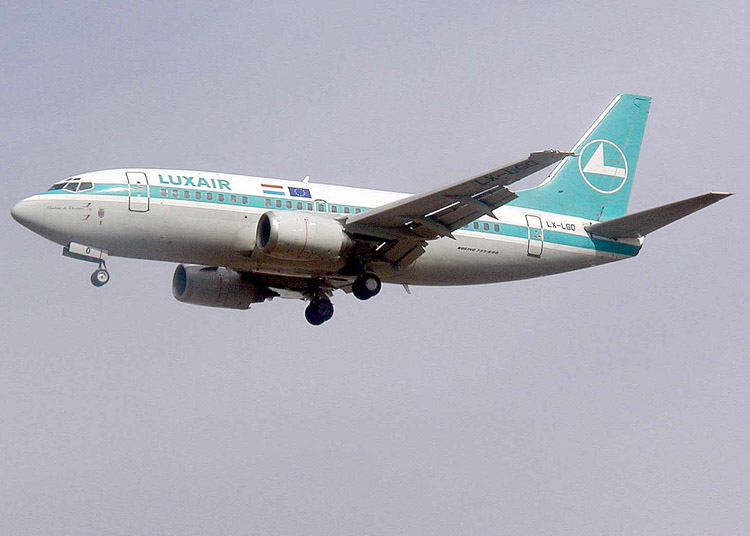
Un ex Luxair Boeing 737-500.

És la successora de Luxembourg Airlines Company fundada el 1948, Luxair va ser creada el 1961 per satisfer la creixent demanda de connexions aèries entre Luxemburg i d'altres ciutats europees. El 1962, Luxair va començar les seves operacions amb el llançament de la ruta Luxemburg-París amb un Fokker F27 Friendship.
De 1964 a 1969, la flota de Luxair consistia en tres Fokker Friendship i un Vickers Viscount Aquest últim va ser donat de baixa per un accident no mortal el 1969 i reemplaçat a l'any següent pel primer jet, un Sud Aviation Caravelle construït a Tolosa de Llenguadoc. El primer avió Boeing, un Boeing 737-200, es va unir a la flota el 1977. En un esforç per passar a una flota de reacció, els últims avions Fokker 50 van ser retirats del servei per l'abril de 2005.
El creixent cost del petroli va fer que les flotes d'avions regionals cada vegada fossin més difícils d'operar. Per reduir, Luxair va decidir tornar a introduir avions turbohèlix, i al juny de 2006 es va signar una comanda en ferm amb Bombardier Aerospace de tres Dash 8-Q400. L'últim dels tres avions va ser lliurat al setembre de 2007. Dos Q400 addicionals se'n van encarregar més tard. El març de 2007, Luxair tenia 2.210 empleats.
A l'octubre de 2008, Luxair va decidir realitzar una comanda del seu primer Boeing 737-800. Aquest avió va reemplaçar a l'últim Boeing 737-500 de la flota de Luxair i va facilitar l'oferta de Luxair en els seus destins de vacances. L'any 2009, la línia aèria va ser guardonada com l'operador programat més puntual a l'Aeroport de la Ciutat de Londres el 2008, amb base a les estadístiques de la CAA. El 2014 Luxair va transportar 1.678.608 passatgers.
Al juliol de 2015, l'accionista minoritari de Luxair, Lufthansa va anunciar el propòsit de vendre la seva participació del 13 per cent en la companyia. El Govern de Luxemburg va ser nomenat com el comprador preferit.

## Flota
A partir del juliol de 2015 la flota de Luxair inclou les següents aeronaus :